# Henryk Batuta

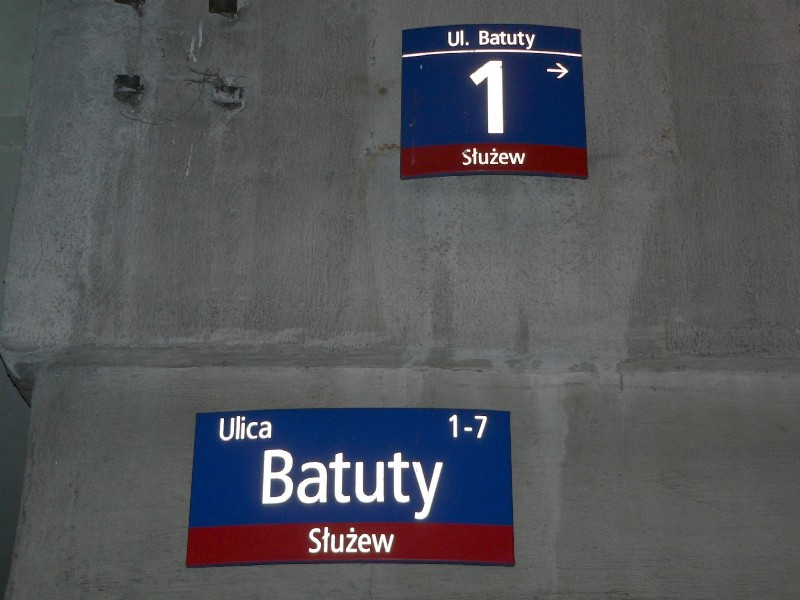
Plaques dans la rue Batuta à Varsovie.

Henryk Batuta est un personnage fictif de Wikipédia en polonais, entre autres, objet de la plus grande imposture de l’histoire de cette version linguistique de Wikipédia ; l’article prétendant décrire sa biographie fut créé le 8 novembre 2004 ; le 4 février 2006, le contenu de l'article a changé, pour devenir une description de l'histoire du canular,,.

## Histoire du canular
Un auteur anonyme a créé un article décrivant un personnage historique inexistant. Huit mois plus tard, on a vu apparaître, dans d’autres articles de Wikipédia en polonais, des informations concernant Batuta qui visaient à légitimer sa présence sur l’Internet. Plusieurs autres sites Internet (consacrés à l’histoire de la Pologne, au communisme, etc.) ont repris les données de Wikipédia, et le nom de Batuta figure en de nombreux endroits du réseau. Ceux qui se cachent derrière cette mystification se nomment « l’armée de Batuta ». 
Au moment où l’article a été proposé à la suppression, les membres de l’armée de Batuta sont partis à la recherche de fausses « preuves » de l’existence du personnage. Ils prétendaient connaître bel et bien une rue qui porte le nom de Batuta (à Varsovie). Une telle rue existe effectivement, elle fait cependant référence non pas à une personne, mais à un instrument : « batuta », qui désigne en polonais la baguette du chef d'orchestre (de l'italien battuta : « mesure », « pulsation ») – et la rue « Batuta » se trouve aujourd’hui dans un quartier dont toutes les rues portent des noms liés à la musique. 
Les motivations évoquées par les auteurs de la mystification sont diverses : ils souhaitaient, entre autres, sensibiliser la population à l’existence en Pologne de rues portant des noms de personnes dont le passé ne justifie pas leur présence dans la vie quotidienne des Polonais (cf. l’article original, dont la traduction se trouve plus loin). Il semble cependant que cette action visait principalement à montrer aux co-wikipédistes la « faiblesse de la conception présente de Wikipédia » (cf. la discussion autour de l'article, en polonais) et la vulnérabilité des moteurs de recherche en tant que source définitive d’information, car il est fréquent que les discussions internes des wikipédistes soient parsemées de  remarques qui évoquent Google comme autorité suprême.

## Article original (traduction)
Henryk Batuta, effectivement : Izaak Apfelbaum, (né en 1898 à Odessa, mort en 1947 à côté d’Ustrzyki Górne), communiste polonais, membre actif du mouvement international des travailleurs. Participant de la guerre civile russe, membre du Parti communiste polonais après le retour au pays. Il organise des assassinats des membres secrets de la police politique à la demande du Parti, dont un des exécuteurs fut Waclaw Komar – l’affaire n’est devenue officielle que dans les années cinquante. Dans les années 1934-1935, Batuta est prisonnier à Bereza Kartuska, et il émigre par la suite. Participant de la guerre civile espagnole. Il séjourne en Union soviétique pendant la Seconde Guerre mondiale, devenant membre de l’Association des Patriotes Polonais en 1943, et commandant du Service de sécurité intérieure polonais (pl) (Korpus Bezpieczeństwa Wewnętrznego). Batuta meurt en 1947, près de Ustrzyki Górne, pendant une bataille contre l’Armée Ukrainienne Insurgée. Une rue de Varsovie porte son nom (dans le quartier de Służew). Après 1989, de nombreuses voix s'élèvent en faveur du changement du nom de cette rue, mais sans résultat.
NB. : Dans une des versions de l’article sur Ernest Hemingway, on maintenait qu’un des personnages d’un de ses romans fut directement inspiré par Batuta, lorsqu’en réalité sa biographie fictive fait référence à la vie de Karol Świerczewski ; par ailleurs, de nombreux éléments de la biographie fictive de Batuta convergent avec les éléments de la vie de Świerczewski (un héros officiel polonais de la période d'avant 1989).